# Chris Craft
Pour les articles homonymes, voir Craft.
Ne doit pas être confondu avec Chris Kraft.
Pas d'image ? Cliquez ici
Christopher Adrian Craft, né le 17 novembre 1939 à Porthleven et mort le 20 février 2021, est un ancien pilote de course automobile anglais ayant participé à différentes disciplines au cours de sa carrière.
 
Il n'a disputé qu'un Grand Prix du championnat du monde de Formule 1.

## Biographie
Chris Craft commence sa carrière de pilote en 1962 au volant d'une Ford Anglia. De 1968 à 1970, il court avec l'équipe Broadspeed Escort et en 1971, pour Tecno en Formule 3.
À la même période, il participe à des courses de Sport-prototypes et d'endurance au volant d'une Chevron, puis une Porsche 908 et une McLaren M8C (en) en association avec Alain de Cadenet.
En 1971, il s'inscrit à deux Grand Prix de Formule 1, comptant pour le championnat du monde, au volant d'une Brabham préparé par Cadenet pour l'écurie Evergreen. Il ne peut se qualifier dans le premier à cause d'une défaillance de moteur, quant au second, il abandonne en course sur problème de pneumatiques et de suspensions.

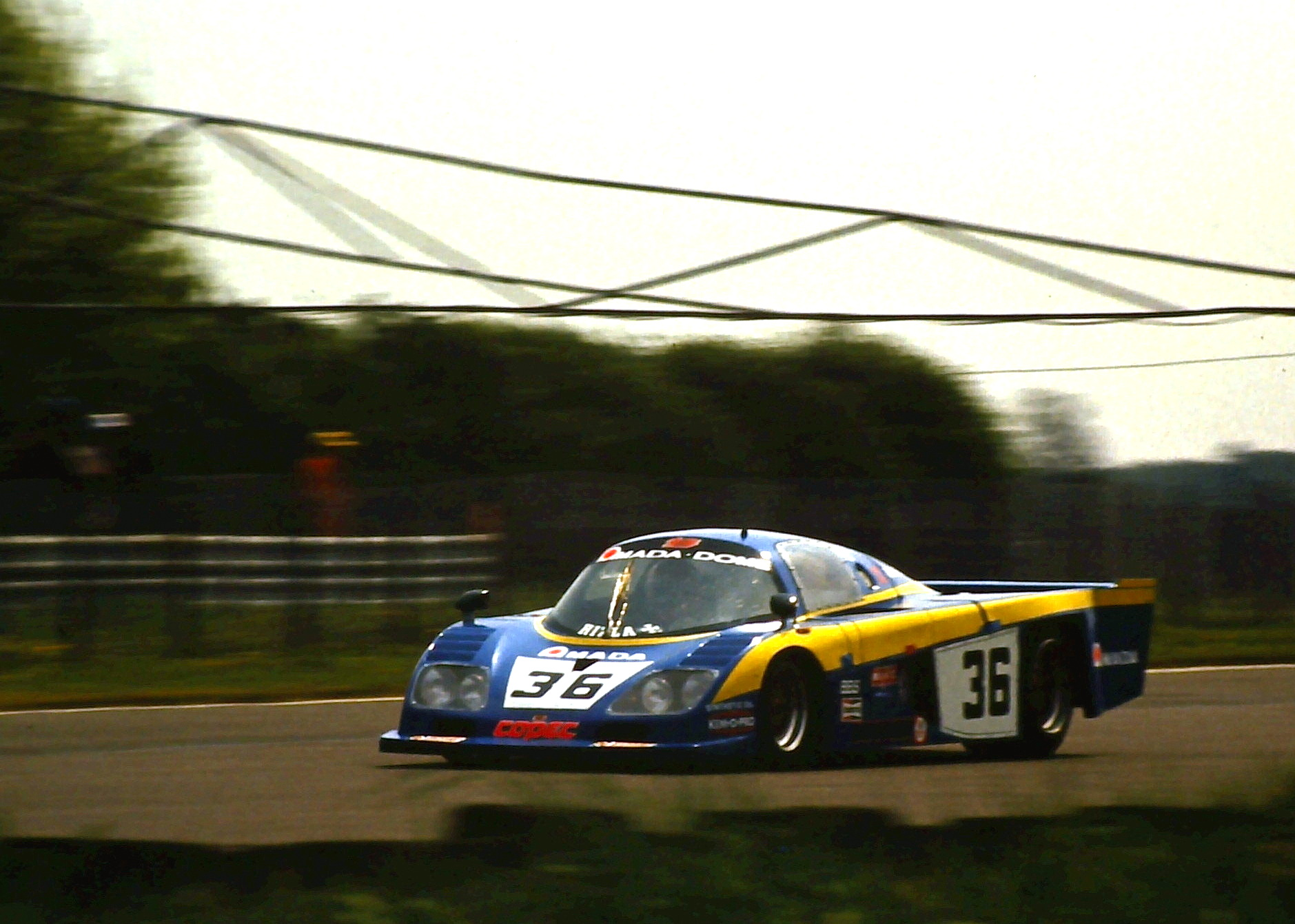
Dome RC82 - Chris Craft, Raul Boesel & Eliseo Salazar lors des 6 heures de Silverstone 1982.

Craft a aussi participé à d'autres catégories de courses, tels que des courses de tourisme, notamment sur Ford Capri, de Formule 3, de Formule 5000 et de Sport-prototypes avec sa période de développement de l'écurie Dome dans les années 1980 et son titre dans le Championnat d'Europe des voitures de sport.
L'un des meilleurs résultats de sa carrière est sa 3e place aux 24 Heures du Mans 1976 sur ses 14 participations.
Après sa carrière sportive, il travaille avec le designer de Formule 1 Gordon Murray sur le projet de la  Rocket, un roadster ultra-léger propulsé par un moteur de 1 000 cm3 de moto, et qui avait une apparence d'une voiture de Grand Prix des années 1960 pour le compte de Light Car Company.
Chris Craft meurt à 81 ans des suites d'un cancer.

## Résultats en championnat du monde de Formule 1
| Saison | Écurie           | Châssis      | Moteur      | Pneus  | GP disputé | Résultat |
| ------ | ---------------- | ------------ | ----------- | ------ | ---------- | -------- |
| 1971   | Ecurie Evergreen | Brabham BT33 | Cosworth V8 | Dunlop | États-Unis | Abandon  |

## Résultats aux 24 heures du Mans
| Année | Écurie                     | Châssis                | Moteur                     | Classement |
| ----- | -------------------------- | ---------------------- | -------------------------- | ---------- |
| 1971  | D.Piper                    | Ferrari 512M           | Ferrari 5 l V12            | 4e         |
| 1972  | Duckham's Motor Oil Racing | Duckams                | Ford Cosworth 3 l V8       | 12e        |
| 1973  | Duckhams Oil               | DuCkams LM             | Ford Cosworth 3 l V8       | Abandon    |
| 1974  | Alain de Cadenet           | De Cadenet LM          | Ford Cosworth 3 l V8       | Abandon    |
| 1975  | Alain de Cadenet           | De Cadenet-Lola T380LM | Ford Cosworth 3 l V8       | 14e        |
| 1976  | Alain de Cadenet           | De Cadenet-Lola T380LM | Ford Cosworth 3 l V8       | 3e         |
| 1977  | Alain de Cadenet           | De Cadenet-Lola T380LM | Ford Cosworth 3 l V8       | 5e         |
| 1978  | Alain de Cadenet           | De Cadenet-Lola LM     | Ford Cosworth 3 l V8       | 15e        |
| 1979  | Dome Company               | Dome Zero RL           | Ford Cosworth 3 l V8       | Abandon    |
| 1980  | Dome Company               | Dome RL 80             | Ford Cosworth 3 l V8       | 25e        |
| 1981  | Dome Company               | Dome RL 80             | Ford Cosworth 3 l V8       | Abandon    |
| 1982  | Dome Company               | Dome RC 82             | Ford Cosworth 3.3 l V8     | Abandon    |
| 1983  | Dome Company               | Dome C 82              | Ford Cosworth 3.3 l V8     | Abandon    |
| 1984  | Charles Ivey Racing        | Porsche 956            | Porsche 3.7 l turbo Flat 6 | Abandon    |